# Alphabet finnois
L'alphabet finnois se compose des lettres suivantes :
A, B, C, D, E, F, G, H, I, J, K, L, M, N, O, P, Q, R, S (Š), T, U, V (W), X, Y, Z (Ž), Å, Ä, Ö
Les principales particularités de cet alphabet sont :
- Les trois voyelles diacritées : « Å », « Ä » et « Ö », que l'alphabet finnois partage avec le suédois. « Å » n'est utilisé que pour noter des noms d'origine suédoise, mais « Ä » et « Ö » sont inhérents au finnois. Contrairement à leur équivalent allemand, a umlaut et o umlaut, « Ä » et « Ö »  sont considérées comme deux lettres distinctes et occupent leur propre section du dictionnaire.
- La lettre « W » n'est plus utilisée aujourd'hui ; elle a été remplacée par « V ». On la retrouve cependant dans les textes datant d'avant 1900 et dans les noms de villes ou de personnes. Dans le dictionnaire, W est considéré comme équivalent à V, et on aurait, par ordre alphabétique : Vaaja, Wellamo, Virtanen.
- « Š » et « Ž » (prononcés /ʃ/ et /ʒ/) ne sont utilisées que dans les mots d'emprunt : « Tšaikovski (Tchaikovski), Gorbatšov (Gorbachov), Tšetšenia (Chechnya), Tšekki (Tchèque), Azerbaidžan (Azerbaidjan), Brežnev (Brejnev), daža, šekki (chèque), pašša ». Ces deux lettres sont considérées équivalentes à S et à Z respectivement ; elles sont parfois remplacées par Sh et Zh dans l'écriture typographique.

Lettres communes mais peu utilisées :
- « B », « C », « F » et « Z » ne sont utilisées que dans les noms d'emprunt. Z est prononcé /ts/.
- « G » est souvent combiné à « N », n'est présent sinon que dans les noms d'emprunt.
- « Q » a été remplacé par « K » au début du XXe siècle.
- « X » a été remplacé par « KS » au début du XXe siècle.

« X » et « Q » ne sont plus utilisés en finnois que pour les noms d'emprunt.
Il n'existe pas à proprement parler de lettre accentuée en finnois. Cependant, dans les mots empruntés au français, on peut trouver un accent aigu. Le finnois reprend occasionnellement les diacritiques étrangères (turc : İstanbul, français : À table). Il existe un mot français accentué parfaitement intégré dans la langue : la préposition « à », spécialisée dans le sens de « prix unitaire ». Exemple : 10 kpl à 5,50 €, « 10 exemplaires à 5,50 € la pièce ». On emploie aussi l'expression à-hinta, « prix à l'unité ». À noter que cet à est souvent écrit par erreur á.
Il existe d'autres lettres, utilisées uniquement pour les noms étrangers :
- « Œ », considéré équivalent dans les dictionnaires à « OE ».
- « Æ » parfois remplacé par « Ä », considéré équivalent dans les dictionnaires à « AE ».
- « Ø » parfois remplacé par « Ö », considéré équivalent à « Ö ».
- « Õ » et Ő considérées équivalentes à « Ö ».
- « Ü » et Ű considérées équivalentes à « Y ».
- « ß » remplacé souvent par « ss », considéré équivalent à « SS ».
- « Ð » remplacé souvent par « D », considéré équivalent à « D » ou « DH ».
- « Þ » remplacé souvent par « TH », considéré équivalent à « TH ».